# Deferoxamina

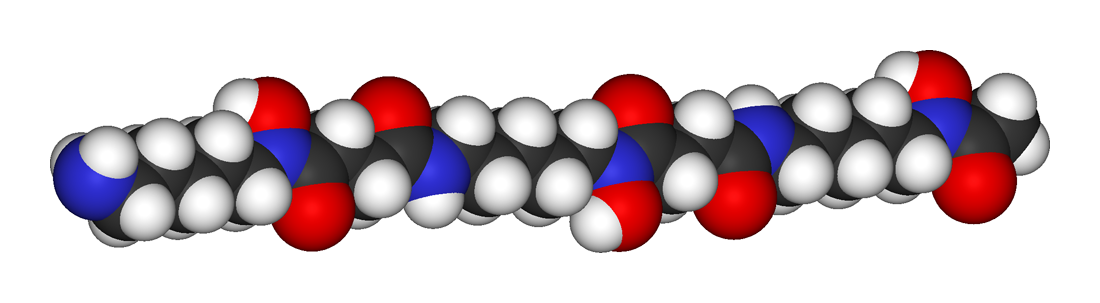
Deferoxamina

A deferoxamina ou desferroxamina (DFO) é um fármaco de fórmula química C25H48N6O8, massa molar 560,684 g/mol, forma complexos predominantemente com os íons trivalente de ferro e alumínio. Devido a suas propriedades quelantes, a DFO é capaz de deslocar o ferro na forma livre, encontrado tanto no plasma como nas células, dando origem ao complexo ferrioxamina(FO). É um antídoto quelante do ferro.
A DFO pode, também, mobilizar e quelar o alumínio, formando um complexo aluminioxamina (AIO). Uma vez que ambos os complexos (FO e AIO) são completamente excretados, a DFO promove a excreção de ferro e alumínio através da urina e das fezes, reduzindo, assim, os depósitos patológicos de ferro ou de alumínio nos órgãos.